# 成長党

右派活動時代のロゴ

成長党（せいちょうとう、ロシア語: Партия Роста）は、ロシアの政党。
2008年11月16日、右派勢力同盟、市民勢力、ロシア民主党の三党が合同して"右派活動"（うはかつどう、ロシア語: Пра́вое де́ло、英語: Right Cause）として創設された。
ロシア語の名称のПравоеという単語には、「右の、右派の」と同時に「正しい、正義の、Правильный」の意味があり、 英訳のRightも同様である。
右派活動は、結党にあたり、民主主義と人権の尊重、自由主義経済を主張する自由民主主義政党であると自己規定している。しかし、その一方で右派活動の結成はウラジーミル・プーチン、ドミートリー・メドヴェージェフ率いるロシア連邦政府側の自由主義政党の分断、官製野党への政治工作であるという観測もあり、内外のメディアからはロシアから健全な野党が無くなるのではないかという懸念を呼び起こしている。右派勢力同盟の幹部だったボリス・ネムツォフも同様の見解を表明している。
2011年6月、ロシアの実業家であるミハイル・プロホロフが新党首に就任したが、わずか約3ヶ月後の同年9月15日に解任された。プロホロフは離党に際して、「（右派活動は）クレムリンの傀儡政党だった」「人形使いの名はウラジスラフ・スルコフだ」と述べている。プロホロフは党を離れたのち、新党「市民プラットフォーム」を立ち上げた。
2011年ロシア下院選挙に初めて候補者を擁立したが、39万2507票（0,60%）と最下位の得票数だった。
2016年3月26日に"成長党"に党名を変更した。
2024年4月19日に党は、新しい人々に合流した。